# Contea di Zhuozi
La contea di Zhuozi (卓资县S, Zhuōzī XiànP) è una contea della Cina, situata nella regione autonoma della Mongolia Interna e amministrata dalla prefettura di Ulaan Chab.